# Ali Fazal

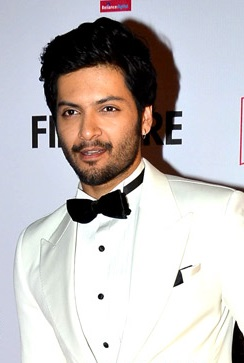
Ali Fazal bei den Filmfare Awards 2014

Ali Fazal (* 15. Oktober 1986 in Lucknow) ist ein indischer Filmschauspieler. 

## Leben
Ali Fazal wurde 1986 in Lucknow als Kind einer muslimischen Familie geboren. Er studierte am Doon College of Engineering in Dehradun und war ein erfolgreicher Basketball-Spieler auf nationaler Ebene, bis er nach einem Unfall, bei dem er sich eine Verletzung am Arm zuzog, seine sportliche Karriere beenden musste. Einen Abschluss erwarb Fazal am St. Xaviers in Mumbai. Seine Familie hatte nichts mit dem Filmbusiness zu tun. Vor seiner Schauspielkarriere war er in TV-Spots für Pizza Hut, die Union Bank of India und Micromax Mobile zu sehen.
In einem Kino lernte er dann den Regisseur Rajkumar Hirani kennen, in dessen Film 3 Idiots er später eine Rolle erhalten sollte. Zuvor jedoch, im Jahr 2008, kam der Film The Other End of the Line in die Kinos, in dem er die Rolle von Vij erhalten hatte. 2013 kam der Film Fukrey in die Kinos, in dem er in der Hauptrolle von Zafar zu sehen war. Im gleichen Jahr war er im Film Baat Bann Gayi in der Rolle von Kabir zu sehen. 2014 spielte er im Film Sonali Cable Raghu Pawar und im Film Bobby Jasoos Tasawur.
Im Jahr 2015 kam der Film Fast & Furious 7 in die Kinos, in dem er in einer kleinen Rolle Safar spielte. In dem Film Victoria & Abdul, der im September 2017 in die Kinos kommen wird, übernahm Fazal die Titelrolle des Munshi Abdul Karim und spielt darin an der Seite von Judi Dench einen indischen Diener, der eine Freundschaft zu Queen Victoria aufbaut.
2018 wurde er in die Academy of Motion Picture Arts and Sciences berufen, die jährlich die Oscars vergibt.
Fazal kann auch Gitarre spielen und schreibt Kurzgeschichten und Gedichte.

## Filmografie (Auswahl)
- 2008: The Other End of the Line
- 2009: 3 Idiots
- 2013: Fukrey
- 2013: Baat Bann Gayi
- 2014: Sonali Cable
- 2014: Bobby Jasoos
- 2015: Fast & Furious 7
- 2017: Victoria & Abdul
- 2022: Tod auf dem Nil (Death on the Nile)
- 2023: Kandahar